# Каннський кінофестиваль 2021
74-й Каннський міжнародний кінофестиваль відбувся з 6 по 17 липня 2021 року. Журі основного конкурсу очолить американський режисер Спайк Лі, який мав очолювати торішній фестиваль, який став неможливим у повноцінному форматі через початок пандемії коронавірусу.
Фільмом відкриття стане музичний фільм «Аннетт» французького режисера Леоса Каракса.

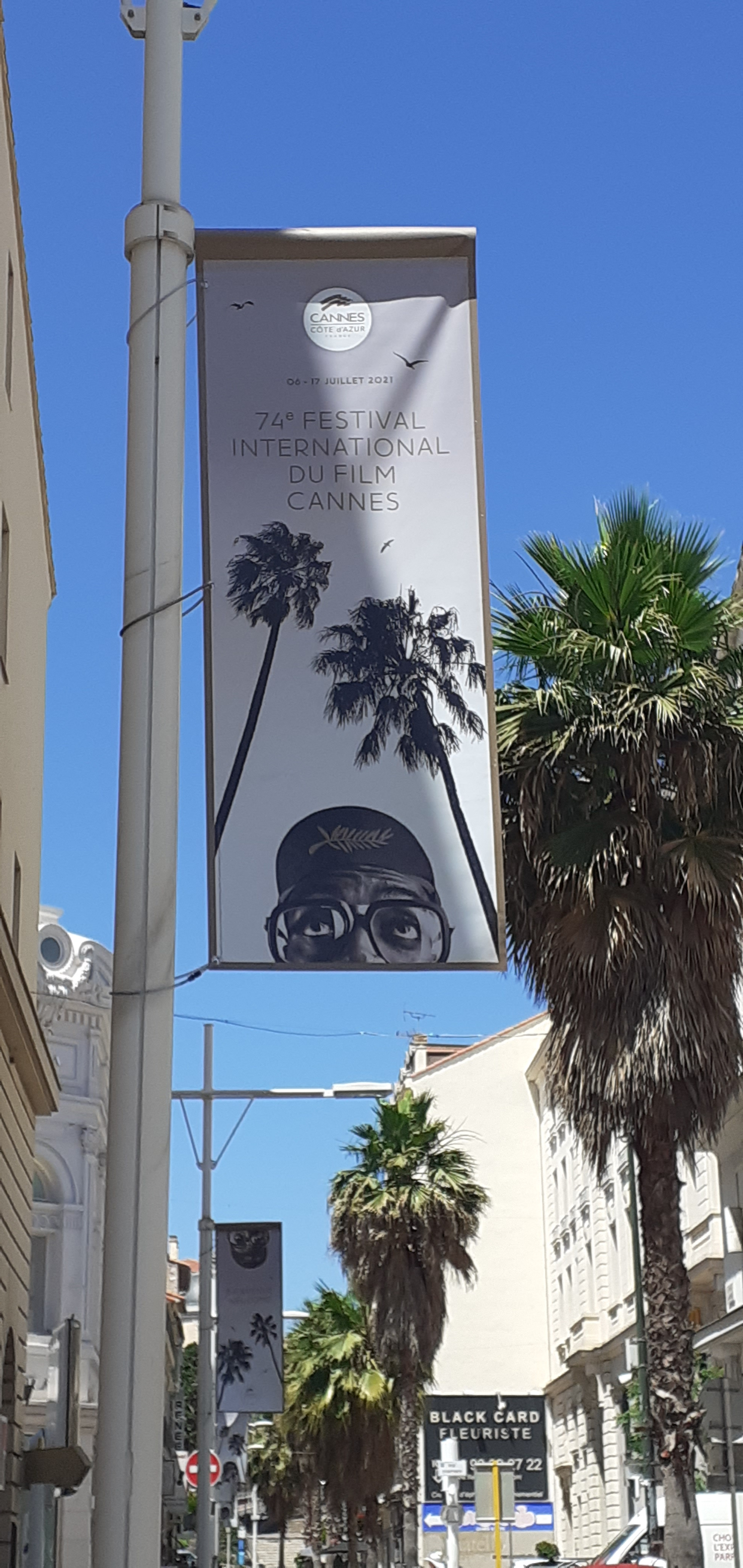
Афіша Каннського фестивалю на вулицях міста

На кінофестивалі 11 липня було продемонстровано дві стрічки від України. В конкурсній програмі "Тиждень критики" представлено ігровий фільм режисера та сценариста Елі Ґраппа – "Ольга", знятий за участі української кінокомпанії Pronto Film. Також у програмі «Спеціальних показів» бере участь документальний фільм Сергія Лозниці "Бабин яр. Контекст" виробництва ATOMS & VOID.

## Журі

### Основний конкурс
- Спайк Лі, американський режисер, голова журі
- Маті Діоп, французько-сенегальська режисерка й акторка
- Мілен Фармер, канадсько-французька співачка та автор пісень
- Меггі Джилленгол, американська акторка, режисер та продюсер
- Джессіка Гауснер, австрійська режисерка і сценаристка
- Мелані Лоран, французька акторка й режисерка
- Клебер Мендонса Філе, бразильський режисер, програміст і критик
- Тахар Рахім, французький актор
- Сон Кан Хо, південнокорейський актор

### Особливий погляд
- Андреа Арнольд, британський режисер, голова журі
- Даніель Бурман, аргентинський режисер
- Майкл Анджело Ковіно, американський режисер і актор
- Мунія Меддур, алжирський режисер
- Ельза Зільберштейн, французька акторка

### Золота камера
- Мелані Тьєррі, французька акторка, голова журі
- Одрі Абівен, французький директор Tri Track
- Ерік Каравака, французький актор і режисер
- Ромен Когітор, французький режисер, сценарист і фотограф
- Лоран Дайланд, французький режисер фотографії
- П'єр-Симон Гутман, французький критик

### Сінефондасьйон та короткометражні фільми
- Самех Алаа, єгипетський режисер
- Каутер Бен Ханія, туніський режисер
- Карлос Мугуїро, іспанський режисер
- Тува Новотний, шведська режисерка й акторка
- Ніколас Паризер, французький режисер
- Аліса Вінокур, французький режисер

## Незалежне журі

### Міжнародний тиждень критики
- Крістіан Мунджіу, румунський режисер і сценарист, голова журі
- Дідар Домері, французький продюсер
- Камелія Жордана, французька акторка, композиторка й співачка
- Мішель Меркт, швейцарський продюсер
- Карел Ох, чеський художній керівник Міжнародного кінофестивалю в Карлових Варах

### Золоте око
- Езра Едельман, американський режисер, голова журі
- Жулі Бертуччеллі, французький режисер
- Іріс Брей, французька журналістка, авторка та критик
- Дебора Франсуа, бельгійська акторка
- Орва Нірабія, сирійський режисер, продюсер та художній керівник Міжнародного фестивалю документального кіно в Амстердамі

### Queer Palm
- Ніколас Морі, французький актор і режисер, голова журі
- Джоза Анжембе, французький режисер, сценарист і журналіст
- Роксана Мескіда, французька акторка
- Вахрам Муратян, французький художник і графічний дизайнер
- Алоїза Соваж, французька акторка та співачка

## Офіційна програма
| Переможці виділені окремим кольором |

| Гран-прі виділені окремим кольором |

До основного конкурсу відібрані наступні фільми:
| Українська назва                                                   | Оригінальна назва                     | Режисер(и)            | Країна                                                          |
| ------------------------------------------------------------------ | ------------------------------------- | --------------------- | --------------------------------------------------------------- |
| Колено Ахеда                                                       | הדרך‎ (Ha’derech)                      | Надав Лапід           | Ізраїль, Франція                                                |
| Аннетт                                                             | Annette                               | Леос Каракс           | Франція, Німеччина, Бельгія                                     |
| Бенедетта                                                          | Benedetta                             | Пол Верговен          | Франція, Нідерланди                                             |
| Острів Бергмана                                                    | Bergman Island                        | Міа Гансен-Льове      | Бразилія, Франція, Німеччина, Мексика                           |
| Біти Касабланки                                                    | Haut et Fort                          | Набиль Аюш            | Марокко, Франція                                                |
| Купе номер шість                                                   | Hytti nro 6                           | Юхо Куосманен         | Фінляндія, Естонія, Росія, Німеччина                            |
| Сядь за кермо моєї машини                                          | ドライブ・マイ・カー (Doraibu mai kā) | Рюсуке Хамагуті       | Японія                                                          |
| Все пройшло добре                                                  | Tout s'est bien passé                 | Франсуа Озон          | Франція                                                         |
| День прапора                                                       | Flag Day                              | Шон Пенн              | США                                                             |
| Розподіл                                                           | La Fracture                           | Катрін Корсіні        | Франція                                                         |
| Франція                                                            | France                                | Брюно Дюмон           | Франція, Італія, Німеччина, Бельгія                             |
| Французький вісник. Додаток до газети «Ліберті. Канзас івнінг сан» | The French Dispatch                   | Вес Андерсон          | США                                                             |
| Герой                                                              | قهرمان (Ghahreman)                    | Асгар Фархаді         | Іран                                                            |
| Язики                                                              | Lingui                                | Махамат Салех Харун   | Чад, Бельгія, Франція, Німеччина                                |
| Пам'ять                                                            | Memoria                               | Апічатпон Вірасетакул | Колумбія, Франція, Німеччина, Мексика, Таїланд, Велика Британія |
| Нітрам                                                             | Nitram                                | Джастін Курзель       | Австралія, Велика Британія                                      |
| Париж, 13-й район                                                  | Les Olympiades                        | Жак Одіар             | Франція                                                         |
| Петрови в грипу                                                    |                                       | Кирило Серебренніков  | Росія, Франція, Німеччина, Швейцарія                            |
| Красна Ракета                                                      | Red Rocket                            | Шон Бейкер            | США                                                             |
| Непримиренні                                                       | Les Intranquilles                     | Жоакім Лафосс         | Бельгія, Франція                                                |
| Історія моєї дружини                                               | A feleségem története                 | Ільдіко Еньєді        | Угорщина, Франція, Німеччина, Італія                            |
| Три поверхи                                                        | Tre piani                             | Нанні Моретті         | Італія, Франція                                                 |
| Титан                                                              | Titane                                | Джулія Дюкорно        | Бельгія, Франція                                                |
| Найгірша людина в світі                                            | Verdens verste menneske               | Йоакім Трієр          | Норвегія, Швеція, Франція                                       |

### Особливий погляд
До номінації відібрані:
| Українська назва  | Оригінальна назва  | Режисер(и)                   | Країна                                  |
| ----------------- | ------------------ | ---------------------------- | --------------------------------------- |
| Після Янга        | After Yang         | Когонада                     | США                                     |
| Голуба бухта      | Blue Bayou         | Джастін Чон                  | США                                     |
| Гарна мати        | Bonne mère         | Афсія Ерзі                   | Франція                                 |
| Обіцянка Хасана   | Bağlılık Hasan     | Семіх Капланоглу             | Туреччина                               |
| Фреда             | Freda              | Жессіка Жен'ес               | Гаїті                                   |
| Гай Вар           | Gaey Wa'r          | Цзяцзуо На                   | КНР                                     |
| Велика свобода    | Great Freedom      | Себастьян Мейз               | Австрія                                 |
| Справа            |                    | Олексій Герман-молодший      | Росія                                   |
| Невинуваті        | De uskyldige       | Ескіль Вогт                  | Данія, Фінляндія, Норвегія, Швеція, США |
| Цивільний         | La Civil           | Теодора Міхай                | Бельгія, Мексика, Румунія               |
| Агнець            | Lamb               | Вальдимар Йоганнссон         | Ісландія, Польща, Швеція                |
| Нехай буде ранок  | תן לזה להיות בוקר  | Еран Колірін                 | Ізраїль                                 |
| Хлопці при грошах | 尋找               | Сі Бі Їі                     | Австрія, Бельгія, Франція, Тайвань      |
| Мої брати і я     | Mes frères et moi  | Йоан Манка                   | Франція                                 |
| Вогняна ніч       | Noche de fuego     | Тетяна Уесо                  | Мексика                                 |
| —                 | Rehana Maryam Noor | Абдулла Мохаммад Саад        | Бангладеш                               |
| Мир               | Un monde           | Лаура Вандел                 | Бельгія                                 |
| Розтуляючи кулаки |                    | Кіра Коваленко               | Росія                                   |
| Жінки плачуть     | Жените плачат      | Весела Казакова, Міна Мілева | Болгарія, Франція                       |

### Поза конкурсом
Наступні фільми були відібрані для показу поза конкурсом:
| Українська назва       | Оригінальна назва         | Режисер(и)      | Країна          |
| ---------------------- | ------------------------- | --------------- | --------------- |
| Аліна, голос любові    | Aline                     | Валері Лемерсьє | Канада, Франція |
| —                      | BAC Nord                  | Седрік Жименес  | Франція         |
| Надзвичайна ситуація   | 비상선언 (Bisangseongeon) | Хан Дже-рим     | Південна Корея  |
| У його житті           | De son vivant             | Еммануель Берко | Франція         |
| Тихий вир              | Stillwater                | Том Маккарті    | США             |
| The Velvet Underground | The Velvet Underground    | Тодд Гейнс      | США             |
| Знайти Анну Франк      | Where is Anne Frank?      | АРІ Фольман     | Ізраїль         |

### Каннська прем'єра
Наступні фільми були обрані для демонстрації в розділі  Каннська прем'єра:
| Українська назва                       | Оригінальна назва                                 | Режисер(и)          | Країна            |
| -------------------------------------- | ------------------------------------------------- | ------------------- | ----------------- |
| Бель                                   | Belle: Ryū to Sobakasu no Hime (竜とそばかすの姫) | Хосода Мамору       | Японія            |
| Корова                                 | Корова                                            | Андреа Арнольд      | Велика Британія   |
| Обман                                  | Tromperie                                         | Арно Деплешен       | Франція           |
| Еволюція                               | Evolúció                                          | Корнель Мундруцо    | Угорщина          |
| Тримай мене міцніше                    | Serre-moi fort                                    | Матьє Амальрік      | Франція           |
| Перед вашим обличчям                   | 당신의 얼굴 앞에서                                | Хон Сан Су          | Південна Корея    |
| Джейн від Шарлотти (CdO)               | Jane par Charlotte                                | Шарлотта Генсбур    | Франція           |
| JFK переглянуто: через задзеркалля     | JFK переглянуто: через задзеркалля                | Олівер Стоун        | США               |
| Пісні про кохання для жорстких хлопців | Cette musique ne joue pour personne               | Самюель Беншетрі    | Франція           |
| Маркс може почекати                    | Marx può aspettare                                | Марко Беллокйо      | Італія            |
| Материнська неділя                     | Материнська неділя                                | Ева Юссон           | Велика Британія   |
| Валь                                   | Валь                                              | Ting Poo, Leo Scott | США               |
| Коловорот                              | Коловорот                                         | Гаспар Ное          | Аргентина, Італія |

(CdO)вказує фільм, що підходить для Caméra d'Or, як повнометражний режисерський дебют.

### Спеціальні покази
| Українська назва   | Оригінальна назва                        | Режисер(и) | Країна                             |
| ------------------ | ---------------------------------------- | --- | ---------------------------------- |
| Моряк гір          | O Marinheiro das Montanhas               | арім Айнуз | Бразилія                           |
|                    | Black Notebooks                          | Шломі Елкабец | Ізраїль                            |
| Бабин Яр. Контекст |                                          | Сергій Лозниця | Україна                            |
|                    | Mi iubita, mon amour (CdO)               | Ноемі Мерлан | Франція                            |
|                    | New Worlds, The Cradle of a Civilization | Ендрю Мускато | Греція, США                        |
|                    | Les Héroïques (CdO)                      | Максим Рой | Франція                            |
|                    | Are You Lonesome Tonight? (CdO)          | Вень Шипей | КНР                                |
|                    | H6 (CdO)                                 | Є Є | Франція                            |
|                    | The Year of the Everlasting Storm        | Джафар Панагі, Ентоні Чен, Малік Вітталь, Лора Пойтрас, Домінга Сотомайор Кастільо, Девід Лоурі, Апічатпон Вірасетакул | Іран, Сінгапур, США, Чилі, Таїланд |

(CdO) indicates film eligible for the Caméra d'Or as a feature directorial debut.

## Нагороди
- Почесна Золота пальмова гілка — Джоді Фостер[12]

- «Золота пальмова гілка» (найкращий фільм) — «Титан» французької режисерки Джулії Дюкорно.

- Гран-прі кінофестивалю (другу за значенням нагорода конкурсу) — стрічка «Герой» іранського режисера Асгара Фархаді та «Купе номер шість» фінського режисера Юхо Куосманена.

- Найкраща жіночу роль — норвезька акторка Ренате Рейнсве за гру у фільмі «Найгірша людина у світі» режисера Йоахіма Тріра.
- Найкраща чоловічу роль — американський актор Калеб Лендрі Джонс за участь в австралійській драмі «Нітрам» режисера Джастіна Курзеля.
- Найкращий режисер — Леос Каракс, який зняв фільм «Аннетт».
- Найкращий сценарій — Рюсуке Хамаґуті та Такамаса Ое, які написали його до фільму «Сядь за кермо моєї машини».
- Приз журі — ізраїльський режисер Надав Лапід за фільм «Коліно Ахеда» та таїландський митець Апічатпонг Вірасетакул з кінострічкою «Пам'ять»[13].